# Kora (biljke)
Kora je iznimno složeni heterogeni materijal koji objedinjuje sva tkiva stabljike što se nalaze s vanjske strane kambija. Formacija kore započinje procesom diobe stanica kambija, koje tvore ksilem na drvenastoj (unutarnjoj) strani i floem, primarno tkivo unutarnje kore, na njenoj vanjskoj strani.

## Unutarnja kora
Unutarnja kora drveta je tanki sloj fiziološki aktivnog tkiva koje graniči s kambijem. Relativno je tanka i svijetlo obojena. Staničje floema ili liko sačinjava cijelu unutarnju koru, pa je samim time sloj najbliži kambiju. Provodno staničje floema sadrži sitaste stanice i cjevčice, stanice pratilice, stanice likovice, stanice floemskog parenhima i parenhimske trake srčike. Sitasti elementi čine osnovni kanal silaznog kretanja biljnog soka i hranjivih tvari (asimilata) iz lišća, nasuprot uzlaznom penjanju vode i mineralnih tvari iz korijena u ksilemu. Stanice likovice su vrlo česte odrvenjene (lignizirane) biljne žile koje daju floemskom dijelu čvrstoću, a sačinjavaju 35-45% unutarnje kore drveta. U parenhimu floema se talože organske tvari, a trake srčike povezuju floem sa ksilemom omogućujući kretanje tvari od kore prema drvenastom dijelu stabljike.

## Vanjska kora
Kako se novi slojevi floema nižu iz godine u godinu, vanjski slojevi se satiru i sažimaju, a sitasti elementi i slične strukture propadaju. To tkivo tada prestaje sudjelovati u aktivnim fiziološkim procesima te se transformira u relativno inertnu, tamnu vanjsku koru, koja sačinjava veći i složeniji dio kore drveta.
Osnovu njezine strukture čini drugi prstenasti kambijski sloj koji se naziva felogen ili pluteni kambij.
- Endogenim radom felogena nastaje feloderma
- Egzogenim radom felogena nastaje pluto

Kod većine drvenastih biljaka prvobitno začeti felogen poslije određenog vremena prestaje funkcionirati jer se potpuno diferencira u pluto. Umjesto njega se u dubljim slojevima stvara drugi felogen koji kasnije na isti način prelazi u pluto, a potom treći itd.
Tri sloja vanjske kore sačinjavaju periderm. Krajnji unutarnji sloj periderma se obično uzima za granicu između unutarnje i vanjske kore.

## Fiziologija kore
Kora se formira u slojevima, svaki se novi sloj oblikuje ispod staroga u određenom vremenskom razdoblju. Sva tkiva koja se nalaze izvan posljednjeg felogena isključena su od primanja hranjivih stvari pa odumiru te čine ritidomu ili felem u kojem prestaju fiziološke promjene. To je napuknuti ili krljušasti krajnji vanjski sloj kore koji se obično formira na zrelim stablima starijima od 7 godina – tzv. mrtva kora. Ona se, za razliku od pluta, sastoji od raznovrsnih histoloških elemenata koji su ranije pripadali drugim tkivima. Oni su različite, najčešće smeđe boje koja potječe od tanina i njihovih derivata antiseptičkog djelovanja.
Kao posljedica sekundarnog rasta stabljike u širinu i nemogućnosti dugog pasivnog istezanja elemenata ritidome, mrtva kora s vremenom puca i odbacuje se u obliku prstenova, vlakana ili ljuski. U nekih biljaka kora se vrlo teško odbacuje, no i u njoj se javljaju pliće ili dublje pukotine.